# Piero Liatti
Piero Liatti (Biella, 7 maart 1962) is een Italiaans voormalig rallyrijder. Hij werd in 1991 Europees rallykampioen met  een Lancia Delta Integrale en maakte daarna carrière in het wereldkampioenschap rally. Zijn grootste successen behaalde hij met Subaru, het team waarmee hij ook zijn enige WK-rally won, in Monte Carlo in het 1997 seizoen. Nadien was hij nog met minder succes actief voor Seat en Hyundai.

## Carrière
Piero Liatti maakte in 1985 zijn debuut in de rallysport. Hij profileerde zich eerst in het Italiaans rallykampioenschap, voordat hij later doorbrak met deelnames aan internationale evenementen. Met een Lancia Delta Integrale schreef hij in 1991 de titel in het Europees kampioenschap op zijn naam. Zijn debuut in het wereldkampioenschap rally had hij op dat moment al gemaakt, in San Remo in 1990, waar hij vijfde algemeen eindigde. Tijdens de WK-ronde van Nieuw-Zeeland in het 1992 seizoen greep hij met een tweede plaats naar zijn eerste podium resultaat in het WK toe. In 1993 ging hij rijden voor Subaru, in eerste instantie actief voor een lokaal team, maar vanaf 1995 als een officiële fabrieksrijder in de Subaru Impreza 555. In het 1996 seizoen behaalde Liatti drie podium resultaten in het WK en eindigde hij als vijfde in de eindstand om het kampioenschap, alsmede een derde plaats in het Azië-Pacific rallykampioenschap. Voor 1997 werd de World Rally Car-categorie geïntroduceerd en Liatti zou de eerste rijder worden die met een dergelijke auto zegevierde toen hij de openingsronde van het kampioenschap in Monte Carlo op zijn naam schreef. Dit zou zijn eerste en ook enige WK-rally overwinning worden uit zijn carrière. Met de Subaru Impreza WRC werd hij dat jaar vooral ingezet als een specialist op asfalt. In Catalonië zat hij dicht bij een tweede overwinning, maar werd daar met slechts zeven seconden verschil verslagen door Tommi Mäkinen om de eerste plaats, terwijl hij later in het seizoen in San Remo een gedwongen tijdstraf incasseerde om teamgenoot Colin McRae te laten winnen, die op dat moment nog een wereldtitel nastreef. In 1998 reed Liatti een groter programma met Subaru, maar kon zich daarin zeker op het onverhard niet onderscheiden. Hij eindigde dat seizoen nog wel twee keer op het podium.
Voor het 1999 seizoen maakte Liatti de overstap naar Seat, die actief waren met de onlangs geïntroduceerde Seat Córdoba WRC. Het seizoen werd bemoedigend gestart in Monte Carlo, waar Liatti uiteindelijk met een zesde plaats naar een kampioenschapspunt greep. Het restant van het seizoen verliep qua resultaten echter teleurstellend en de introductie van een tweede evolutie van de Córdoba WRC bracht daar geen verandering in. Voor het 2000 seizoen werden er andere rijders gekozen voor het team en Liatti wist elders geen zitje te bemachtigen. Later in het seizoen keerde hij terug met twee gastoptredens voor Ford in Corsica en San Remo, met een zesde plaats tijdens de Franse WK-ronde als zijn beste resultaat. In 2001 werd hij door Hyundai gecontracteerd voor een aantal WK-rally's, grotendeels in de rondes die verreden werden op asfalt. Een puntloze achtste plaats in Corsica was zijn beste resultaat van het seizoen, dat voor de rest gekenmerkt werd door DNF's. Hierna nam hij nog deel aan de Italiaanse WK-rondes in 2003 en 2004 met een Peugeot 206 XS S1600, voordat hij definitief de helm aan de wilgen hing.
Tegenwoordig is Liatti een instructeur binnen de Italiaanse autosport federatie.

## Complete resultaten in het wereldkampioenschap rally
| Seizoen | Inschrijving                | Auto                       | 1       | 2      | 3       | 4       | 5       | 6       | 7       | 8       | 9     | 10    | 11      | 12      | 13      | 14      | 15  | 16  | Pos. | Punten |
| ------- | --------------------------- | -------------------------- | ------- | ------ | ------- | ------- | ------- | ------- | ------- | ------- | ----- | ----- | ------- | ------- | ------- | ------- | --- | --- | ---- | ------ |
| 1990    | Piero Liatti                | Lancia Delta Integrale 16V | MON     | POR    | KEN     | FRA     | GRI     | NZL     | ARG     | FIN     | AUS   | ITA 5 | IVK     | GBR     |         |         |     |     | 31   | 8      |
| 1991    | A.R.T. Engineering          | Lancia Delta Integrale 16V | MON     | ZWE    | POR     | KEN     | FRA     | GRI     | NZL     | ARG     | FIN   | AUS   | ITA 7   | IVK     | SPA     | GBR     |     |     | 46   | 4      |
| 1992    | Piero Liatti                | Lancia Delta HF Integrale  | MON     | ZWE    | POR     | KEN     | FRA 8   | GRI     |         |         |       |       |         |         |         |         |     |     | 12   | 22     |
| 1992    | A.R.T. Engineering          | Lancia Delta HF Integrale  |         |        |         |         |         |         | NZL 2   | ARG     | FIN   | AUS   | ITA 7   | SPA     | IVK     | GBR     |     |     | 12   | 22     |
| 1993    | A.R.T. Engineering          | Subaru Legacy RS           | MON     | ZWE    | POR     | KEN     | FRA     | GRI     | ARG     | NZL     | FIN   | AUS   | ITA 4   | SPA     | GBR     |         |     |     | 26   | 10     |
| 1994    | A.R.T. Engineering          | Subaru Impreza 555         | MON     | ZWE    | POR     | KEN     | FRA     | GRI     | ARG     | NZL     | FIN   | AUS   | ITA DNF | SPA     | GBR     |         |     |     | –    | 0      |
| 1995    | 555 Subaru World Rally Team | Subaru Impreza 555         | MON 8   | ZWE    | POR     | KEN     | FRA 6   | GRI     | NZL     | ARG     | FIN   | AUS   |         | SPA 3   | GBR     |         |     |     | 8    | 21     |
| 1995    | A.R.T. Engineering          | Subaru Impreza 555         |         |        |         |         |         |         |         |         |       |       | ITA 1   |         |         |         |     |     | 8    | 21     |
| 1996    | 555 Subaru World Rally Team | Subaru Impreza 555         | MON     | ZWE 12 | POR     | KEN 5   | IND 2   | FRA     | GRI 4   | ARG 7   | NZL 3 | FIN   | AUS 7   | ITA DNF | SPA 2   | GBR     |     |     | 5    | 56     |
| 1997    | 555 Subaru World Rally Team | Subaru Impreza WRC97       | MON 1   | ZWE    | KEN     | POR     | SPA 2   | FRA 5   | ARG     | GRI     | NZL   | FIN   | IND     | ITA 2   | AUS     | GBR 7   |     |     | 6    | 24     |
| 1998    | 555 Subaru World Rally Team | Subaru Impreza WRC98       | MON 4   | ZWE 9  | KEN DNF | POR 6   | SPA DNF | FRA 3   | ARG 6   | GRI 6   | NZL 6 | FIN   | ITA 2   | AUS DNF | GBR     |         |     |     | 7    | 17     |
| 1999    | Seat Sport                  | Seat Córdoba WRC           | MON 6   | ZWE    | KEN DNF | POR DNF | SPA 10  | FRA 9   | ARG DNF | GRI DNF | NZL   | FIN   |         |         |         |         |     |     | 22   | 1      |
| 1999    | Seat Sport                  | Seat Córdoba WRC E2        |         |        |         |         |         |         |         |         |       |       | CHN DNF | ITA DNF | AUS     | GBR     |     |     | 22   | 1      |
| 2000    | Ford Motor Co Ltd.          | Ford Focus RS WRC 00       | MON     | ZWE    | KEN     | POR     | SPA     | ARG     | GRI     | NZL     | FIN   | CYP   | FRA 6   | ITA DNF | AUS     | GBR     |     |     | 24   | 1      |
| 2001    | Hyundai Castrol W.R.T.      | Hyundai Accent WRC         | MON DNF | ZWE    | POR     |         |         |         |         |         |       |       |         |         |         |         |     |     | –    | 0      |
| 2001    | Hyundai Castrol W.R.T.      | Hyundai Accent WRC2        |         |        |         | SPA DNF | ARG     | CYP DNF | GRI     | KEN     | FIN   | NZL   | ITA DNF | FRA 8   | AUS     | GBR DNF |     |     | –    | 0      |
| 2003    | Piero Liatti                | Peugeot 206 XS S1600       | MON     | ZWE    | TUR     | NZL     | ARG     | GRI     | CYP     | DUI     | FIN   | AUS   | ITA 15  | FRA     | SPA     | GBR     |     |     | –    | 0      |
| 2004    | Piero Liatti                | Peugeot 206 XS S1600       | MON     | ZWE    | MEX     | NZL     | CYP     | GRI     | TUR     | ARG     | FIN   | DUI   | JPN     | GBR     | ITA DNF | FRA     | SPA | AUS | –    | 0      |

#### Overwinningen
| # | Seizoen | Rally                                  | Navigator     | Auto                 |
| - | ------- | -------------------------------------- | ------------- | -------------------- |
| 1 | 1997    | 65ème Rallye Automobile de Monte-Carlo | Fabrizia Pons | Subaru Impreza WRC97 |

## Overige internationale overwinningen

#### 2-liter wereldkampioenschap
| Seizoen | Rally                                | Navigator               | Auto               |
| ------- | ------------------------------------ | ----------------------- | ------------------ |
| 1995    | 37º Rallye Sanremo - Rallye d'Italia | Alessandro Alessandrini | Subaru Impreza 555 |

#### Europees kampioenschap rally
| Seizoen | Rally                          | Navigator               | Auto                       |
| ------- | ------------------------------ | ----------------------- | -------------------------- |
| 1991    | 22. International Rally Zlatni | Luciano Tedeschini      | Lancia Delta Integrale 16V |
| 1991    | 48. Rajd Polski                | Luciano Tedeschini      | Lancia Delta Integrale 16V |
| 1991    | 10. ADAC Rallye Deutschland    | Luciano Tedeschini      | Lancia Delta Integrale 16V |
| 1991    | 16h ELPA Rally Halkidiki       | Luciano Tedeschini      | Lancia Delta Integrale 16V |
| 1995    | 36º Rali Vinho da Madeira      | Alessandro Alessandrini | Subaru Impreza 555         |
| 1997    | 38º Rali Vinho da Madeira      | Fabrizia Pons           | Subaru Impreza 555         |
| 2000    | 41º Rali Vinho da Madeira      | Carlo Cassina           | Subaru Impreza WRC99       |

- Noot: Lijst betreft enkel de rally's van het hoogste coëfficiënt (20).